# Tahlequah
Tahlequah är en stad, tillika huvudort i Cherokee County i Oklahoma, USA. Folkmängden uppgick år 2000 till 14 458 invånare. 
Staden grundades av cherokeser i det dåvarande Indianterritoriet. Tahlequah utgör idag cherokesernas huvudstad. Eftersom den sista delen av Indianterritoriet öppnades upp för vit bosättning år 1906 utgörs idag majoriteten av Tahlequahs invånare av vita, medan cherokeserna utgör en dryg fjärdedel av stadens befolkning. Den cherokesiska närvaron är påtaglig och många av stadens vägmärken och affärers framsidor är skrivna med det cherokesiska stavelsealfabetet.